# 馬薩克 (肯塔基州)
馬薩克（英語：Massac）是位於美國肯塔基州麥克拉肯縣的一個人口普查指定地區。

## 人口
根據2020年美國人口普查的數據，馬薩克的面積為10.54平方千米，當中陸地面積為10.47平方千米，而水域面積為0.07平方千米。當地共有人口4635人，而人口密度為每平方千米439.75人。